# Cornelius Jacobsz. May
Cornelius Jacobsz. May was een Nederlandse schipper, (bont)handelaar, scheepseigenaar en ontdekkingsreiziger die eind zestiende, begin zeventiende eeuw leefde. May en zijn collega-schipper Adriaen Jorisz Thienpont waren de eerste leiders van de kolonie Nieuw-Nederland, die vanaf 1621 langzaamaan gestalte begon te krijgen in de stroomgebieden van de Noord-Amerikaanse rivieren Hudson River, Delaware River en Connecticut River.

## Levensloop
May (ook gespeld als Mey of Meij) maakte diverse ontdekkingsreizen en verhandelde vooral het bont dat hij kocht van lokale bonthandelaren.
Met zijn schip, de Nieu Nederlandt vertrok hij op 30 maart 1624 van Amsterdam naar Nieuw Nederland. Aan boord waren een dertigtal families, de meeste afkomstig uit Wallonië in de zuidelijke Nederlanden. Deze mensen waren door de West-Indische Compagnie (WIC) als kolonisten geworven, door hen vrije overtocht naar de Nieuwe Wereld te bieden, waar hen gratis een stuk grond, zaaigoed en levende have ter beschikking werd gesteld om een boerenbedrijf te beginnen. Door de kolonistenfamilies te verspreiden over de regio hoopte de WIC de Nederlandse claim op het gehele gebied internationaal kracht bij te zetten.
- International Standard Name Identifier: 0000 0003 9417 3203
- Nederlandse Thesaurus van Auteursnamen: 326553762
- Virtual International Authority File: 288658380